# AKB48グループの派生ユニット
- AKB48グループ > AKB48グループの派生ユニット
- AKB48 > AKB48グループの派生ユニット

AKB48グループの派生ユニット（エーケービーフォーティーエイトグループのはせいユニット）では、AKB48およびAKB48グループから派生したユニットや特定のメンバー構成について解説する。

## 概要
AKB48グループは大人数であることから、メンバー数人でグループから派生した集団を結成して独立した活動をするケースが多数ある。AKB48、SKE48、NMB48などを「グループ」と呼ぶのに対し、このグループから派生した集団のことを「ユニット」と呼んでいる。
グループはメンバーごとに所属事務所が異なるという特徴を持つが、派生ユニットは常設のものは主として所属事務所単位での活動となる場合が多い。2007年のChocolove from AKB48 (office48) を初めとして、渡り廊下走り隊、ノースリーブス（以上プロダクション尾木）、フレンチ・キス（ワタナベエンターテインメント）、Not yet（太田プロダクション）、DiVA（フレイヴ エンターテインメント）と、2011年までに長期的に活動するユニットが次々に誕生し、『AKB48ユニット祭り』というライブイベントも2012年から2014年まで3回開催された。しかし2014年以降は、渡り廊下走り隊7、DiVA (DIVA) 、フレンチ・キスが相次いで解散し、ほかの常設ユニットもリリースや活動は縮小傾向にあり活発な動きはなくなっており、その後に結成されたてんとうむChu!などのユニットは単独でデビューせず、AKB48のシングルのカップリング曲を担当するなどに留まっている。ライターの香月孝史はAKB48の派生ユニットについて「『その時期に旬を迎えているメンバーをピックアップして組みあわせることで、グループのダイナミズムに刺激を与える』ためのもの」であったとして、グループの知名度向上をはかるべき時期において重要な責務を負っていたと分析している。
本項における所属表記は結成または加入当時のものであり、記載がない場合はAKB48のメンバーを示す。なお、AKB48以外のAKB48グループに関するユニットは各グループの項目で解説している。

## 略歴
2006年10月18日、教育番組『からだであそぼ』に出演するAKB48初の派生ユニットほね組 from AKB48の結成が発表され、2007年2月21日に「ほねほねワルツ」でCDデビューした。以降、『ドラゴンボール改』のエンディングテーマ「心の羽根」を歌うチームドラゴン from AKB48、『妖怪ウォッチ』のエンディングテーマ「アイドルはウーニャニャの件」を歌うニャーKB with ツチノコパンダのように、テレビ番組や企業などとタイアップした企画ユニットが度々結成された。
本格的な派生ユニットは、2007年のChocolove from AKB48を皮切りに、各プロダクションごとの運営によって発足していった。2008年に渡り廊下走り隊とノースリーブス、2010年にフレンチ・キス、2011年にNot yetとDiVAが結成され、メジャー・デビューした。
2009年にアイドリング!!!とのコラボレーションユニットAKBアイドリング!!!が結成され、シングル『チューしようぜ!』を発売した。2012年にはグループの「声優選抜」によるユニットNO NAMEが結成され、『希望について』と『この涙を君に捧ぐ』の2作のシングルをリリースした。
研究生のみから選出されたユニットも存在し、2010年にミニスカート、2013年にてんとうむChu!が結成された。

## 常設ユニット
単独で音楽作品をリリースし、継続的に活動を行うユニット。

### Chocolove from AKB48
2007年3月に結成を発表。コンセプトは「ネオ正統派アイドル」。2008年以降活動歴なし。
- 中西里菜、秋元才加、宮澤佐江[注釈 1]

### 渡り廊下走り隊 / 渡り廊下走り隊7
2008年10月に結成。2014年2月9日に解散。コンセプトは「国民的妹分ユニット」。略称は「ワロタ」。
- オリジナルメンバー：多田愛佳[注釈 2]、仲川遥香[注釈 3]、平嶋夏海[注釈 4]、渡辺麻友
- 渡り廊下走り隊 追加メンバー：菊地あやか
- 渡り廊下走り隊7 追加メンバー：岩佐美咲、小森美果（脱退）
- 渡り廊下走り隊7 暫定メンバー：浦野一美（SDN48）

### ノースリーブス
2008年11月26日に結成。コンセプトは「制服を脱いで秋葉原を飛び出し、課外活動する」。
- 小嶋陽菜、高橋みなみ、峯岸みなみ

### フレンチ・キス
2010年6月28日に結成を発表。2015年11月5日に解散。コンセプトは「親に紹介したい3人組」。
- 柏木由紀、倉持明日香、高城亜樹

### Not yet
2011年1月21日に結成を発表。コンセプトは「歌もダンスも“まだまだ”だけど、『その分、成長できるんだ』と解釈して、一生懸命に頑張る等身大の4人」。2015年以降活動がなかったが、2021年11月27日に開催された『MXまつり 横山由依卒業コンサート〜深夜バスに乗って〜』に出演した。
- 大島優子、北原里英[注釈 6]、指原莉乃[注釈 2]、横山由依

### DiVA / DIVA
2011年2月27日に結成を発表。2014年11月30日に解散。コンセプトは「AKB48初ダンス&ヴォーカルユニット」。
- 秋元才加、梅田彩佳[注釈 8]、増田有華[注釈 9]、宮澤佐江
- 追加メンバー（DiVA専任）：井上結菜、粕谷聡子、福野来夢、二見夕貴、古川温子、山上綾加

### UNLAME
2023年9月に結成を発表。コンセプトは「アンチ没個性のコンセプトや、既存のフォーマットには収まらない表現力・個性を出せるグループ」。2024年3月31日、NARUMIがAKB48との両立は難しいと判断し、卒業した。2024年6月23日、YUKAが卒業した。2025年1月10日をもって活動休止。
- HINANO（久保姫菜乃）、HIYUKA（坂川陽香）、NARUMI（倉野尾成美）、SAE（新井彩永）、SUZUKA（佐藤涼風）[注釈 10]、YUI（山口結愛）、YUKA（中村釉香）[注釈 10]

## 期間限定ユニット
期間限定的に継続的な活動があった音楽ユニット。

### AKBアイドリング!!!
AKB48グループとアイドリング!!!から選抜されたユニット。
- AKB48：板野友美、大島麻衣、小嶋陽菜、前田敦子、大島優子、小野恵令奈、河西智美
- SKE48：松井珠理奈
- アイドリング!!!：遠藤舞、外岡えりか、谷澤恵里香、横山ルリカ、酒井瞳、朝日奈央、菊地亜美、三宅ひとみ

### NO NAME
アニメ『AKB0048』の声優選抜によるユニット。
- 石田晴香、岩田華怜、佐藤亜美菜、佐藤すみれ、仲谷明香、渡辺麻友、秦佐和子（SKE48）、矢神久美（SKE48）、三田麻央（NMB48）

### AKB48 チームサプライズ
「CRぱちんこAKB48」および「ぱちスロAKB48」のスペシャルユニット。18歳以上のメンバーが参加する。
重力シンパシー公演
- 板野友美、大島優子、柏木由紀、北原里英、小嶋陽菜、篠田麻里子、島崎遥香、高城亜樹、高橋みなみ、前田敦子、峯岸みなみ、宮澤佐江、横山由依、渡辺麻友、松井玲奈（SKE48）、指原莉乃（HKT48）

ラブラドール・レトリバー
「ラブラドール・レトリバー」とのタイアップによるCMおよびWEBムービーに出演しているメンバー。
- 入山杏奈、柏木由紀、木﨑ゆりあ、北原里英、小嶋陽菜、川栄李奈、島崎遥香、高橋みなみ、峯岸みなみ、横山由依、渡辺麻友、須田亜香里（SKE48）、松井玲奈（SKE48）、山本彩（NMB48）、渡辺美優紀（NMB48）、指原莉乃（HKT48）

バラの儀式公演
- 板野友美、大島優子、柏木由紀、北原里英、小嶋陽菜、篠田麻里子、島崎遥香、高城亜樹、高橋みなみ、峯岸みなみ、横山由依、渡辺麻友、松井玲奈（SKE48）、山本彩（NMB48）、渡辺美優紀（NMB48）、指原莉乃（HKT48）

AKB48 曲づくりプロジェクト♪
「AKB48曲づくりプロジェクト♪」選抜メンバーで、シングル選抜経験のないメンバー（じゃんけん選抜を除く）から選出されている。伊豆田がセンターで「Reborn」を歌唱する。
- 石田晴香、伊豆田莉奈、岩佐美咲、岩立沙穂、内田眞由美、大家志津香、小嶋菜月、小林茉里奈、佐々木優佳里、篠崎彩奈、鈴木紫帆里、鈴木まりや、田名部生来、中田ちさと、中村麻里子、名取稚菜、前田亜美、松井咲子、森川彩香

ぱちスロAKB48 勝利の女神 / ぱちんこAKB48-3 誇りの丘（AKB48 in KYORAKU DOME）
「ぱちスロAKB48 勝利の女神」と「ぱちんこAKB48-3 誇りの丘」に登場する、AKB48グループから選抜された100名の選抜メンバー（正確なユニット名は不明）。
- 阿部マリア、石田晴香、入山杏奈、岩佐美咲、岩立沙穂、内山奈月、小笠原茉由、岡田奈々、柏木由紀、加藤玲奈、川栄李奈、木﨑ゆりあ、倉持明日香、小嶋菜月、小嶋陽菜、小嶋真子、小林茉里奈、佐々木優佳里、島崎遥香、島田晴香、鈴木まりや、高城亜樹、高橋朱里、高橋みなみ、竹内美宥、土保瑞希、永尾まりや、中西智代梨、中村麻里子、前田亜美、峯岸みなみ、宮崎美穂、向井地美音、武藤十夢、村山彩希、茂木忍、横山由依、渡辺麻友
- SKE48：東李苑、磯原杏華、梅本まどか、大場美奈、大矢真那、木本花音、熊崎晴香、神門沙樹、斉藤真木子、佐藤すみれ、柴田阿弥、須田亜香里、惣田紗莉渚、高柳明音、谷真理佳、二村春香、古畑奈和、松井珠理奈、松井玲奈、松村香織、宮澤佐江、宮前杏実、矢方美紀、山内鈴蘭
- NMB48：石塚朱莉、市川美織、加藤夕夏、門脇佳奈子、上枝恵美加、岸野里香、小谷里歩、近藤里奈、渋谷凪咲、上西恵、白間美瑠、須藤凜々花、高野祐衣、谷川愛梨、藤江れいな、村瀬紗英、矢倉楓子、山本彩、吉田朱里、渡辺美優紀
- HKT48：穴井千尋、植木南央、多田愛佳、岡田栞奈、栗原紗英、神志那結衣、兒玉遥、駒田京伽、坂口理子、指原莉乃、渕上舞、松岡菜摘、宮脇咲良、本村碧唯、森保まどか、山本茉央
- NGT48：北原里英
- BNK48：伊豆田莉奈

## カップリング・アルバム曲担当ユニット
AKB48のシングルのカップリング曲やアルバム収録曲のために結成されたユニット。

### チームPB・チームYJ
当時期待された「ネクストブレイクメンバー」の中から集英社の2大青年誌『週刊プレイボーイ』と『週刊ヤングジャンプ』の編集部がそれぞれ同数（7名）のメンバーを選び両誌合同で「神保町決戦」（神保町とは集英社の所在地）と称して対抗企画を行った。後に合同で写真集『AKB48 チームPB・チームYJ 神保町決戦SPECIALムック』をリリースしている。

#### チームPB
チームPBは、集英社『週刊プレイボーイ』のスペシャルユニット。『桜の栞』通常盤Aのカップリング曲「遠距離ポスター」を歌う。
- 柏木由紀、宮澤佐江、高城亜樹、宮崎美穂、多田愛佳、仁藤萌乃、前田亜美

#### チームYJ
チームYJは、集英社『週刊ヤングジャンプ』のスペシャルユニット。『桜の栞』通常盤Bのカップリング曲「Choose me!」を歌う。
- 北原里英、峯岸みなみ、指原莉乃、河西智美、倉持明日香、仲川遥香、菊地あやか

### 野菜シスターズ
野菜シスターズ（やさいシスターズ）は、カゴメ「野菜一日これ一本」のCM出演および同CMソングの『ヘビーローテーション』のカップリング曲「野菜シスターズ」と『フライングゲット』のカップリング曲「野菜占い」を歌う。参加メンバーにはそれぞれ決まった野菜があり、CMやミュージック・ビデオではそれぞれの野菜をイメージした衣装を着用している。☆は「野菜シスターズ」のみ、★は「野菜占い」のみの参加を示す。
- 前田敦子：トマト
- 高橋みなみ：キャベツ
- 渡辺麻友：赤ピーマン
- 松井珠理奈（SKE48）：にんじん
- 大島優子：ほうれん草
- 篠田麻里子：たまねぎ
- 板野友美：なす
- 小嶋陽菜：ブロッコリー
- 北原里英：紫いも
- 柏木由紀：かぼちゃ

- 宮澤佐江：アスパラガス
- 高城亜樹：クレソン
- 河西智美：レタス
- 峯岸みなみ：小松菜
- 宮崎美穂：モロヘイヤ
- 小野恵令奈：ビート☆
- 横山由依：ビート★
- 前田亜美：はくさい
- 松井玲奈（SKE48）：セロリ
- 倉持明日香：パセリ

- 小森美果：あしたば
- 佐藤すみれ：しょうが
- 仁藤萌乃：ケール
- 指原莉乃：だいこん
- 多田愛佳：プチヴェール
- 秋元才加：ごぼう
- 向田茉夏（SKE48）：赤じそ★
- 高柳明音（SKE48）：紫キャベツ★
- 木本花音（SKE48）：ちんげんさい★
- 山本彩（NMB48）：グリーンピース★
- 渡辺美優紀（NMB48）：ヨモギ★

### MINT
MINT（ミント）は、アメーバピグとのコラボレーションによる「チームピグ指名戦」で1位となったユニット。『Beginner』のカップリング曲「君について」、『桜の木になろう』のカップリング曲「キスまで100マイル」を歌う。
- 片山陽加、前田敦子、仁藤萌乃、松井咲子、河西智美

### セレクション6
セレクション6（セレクションシックス）は、『GIVE ME FIVE!』のカップリング曲「スイート&ビター」を歌唱するユニット。
- 板野友美、大島優子、指原莉乃、篠田麻里子、高橋みなみ、前田敦子

### YM7
YM7（ヤンマガセブン）は、講談社『ヤングマガジン』のスペシャルユニットで、YJ7（ヤンジャンセブン）のライバルとして活動し「YJ7 vs YM7 神保町・護国寺大戦」で勝利した。オリジナル曲「恋愛総選挙」が制作され、『1830m』への収録に至った。
- 指原莉乃[注釈 11]、河西智美、宮崎美穂、高城亜樹、小森美果、佐藤すみれ、竹内美宥

### Up-and-coming girls
Up-and-coming girls（アップアンドカミングガールズ）は、『1830m』の収録曲「いつか見た海の底」を歌唱するメンバー構成である。
- 渡辺麻友、入山杏奈、加藤玲奈、川栄李奈、島崎遥香、大島涼花
- SKE48：木﨑ゆりあ、松井珠理奈、矢神久美、木本花音
- NMB48：山田菜々、渡辺美優紀、城恵理子
- HKT48：兒玉遥、菅本裕子、宮脇咲良

### OKL48
OKL48（オーケーエルフォーティーエイト）は、テレビ番組『めちゃ2イケてるッ!』で誕生したユニットであり、同番組の小道具担当である岡田寿也（オカピー）作詞・作曲による「永遠より続くように」（『永遠プレッシャー』のカップリング曲）を歌唱する。「OKL」はオカレモン（OKaLemon）の略であり、AKB48メンバーとオカレモンで構成される。
- オカレモン（岡村隆史）
- 市川美織（みおりん）、入山杏奈（あんにん）、大島優子（ゆうこ）、大家志津香（しいちゃん）、加藤玲奈（れなっち）、河西智美（ちゆう）、川栄李奈（りっちゃん）、北原里英（きたりえ）、倉持明日香（もっちぃ）、小嶋陽菜（こじはる）、小森美果（こもりん）、永尾まりや（まりや）、藤江れいな（れいにゃん）、峯岸みなみ（みぃちゃん）、渡辺麻友（まゆゆ）

### BKA48
BKA48（ビーケーエーフォーティーエイト）は、『めちゃ2イケてるッ!』の企画「抜き打ち期末テスト」の下位7名（バカ7）によるユニットであり、「ハステとワステ」（『さよならクロール』のカップリング曲）を歌う。「BKA」はバカ（BaKA）の略である。
- 川栄李奈、高橋みなみ、小嶋陽菜、島崎遥香、峯岸みなみ、指原莉乃（HKT48）、柏木由紀

### てんとうむChu!
当時のAKB48グループ研究生から選抜されたユニット。
- 小嶋真子、西野未姫、岡田奈々、北川綾巴（SKE48）、渋谷凪咲（NMB48）、田島芽瑠（HKT48）、朝長美桜（HKT48）

#### てんとうむChu! & かぶとむChu!
かぶとむChu!（かぶとむちゅ）は、てんとうむChu!に対抗する非公式ユニットであり、てんとうむChu!に参加していないAKB48の14期生によって構成される。「初恋のおしべ」（『Green Flash』のカップリング曲）において、てんとうむChu! & かぶとむChu!として初めて公式に楽曲が制作された。
- てんとうむChu!：小嶋真子、西野未姫、岡田奈々、北川綾巴（SKE48）、渋谷凪咲（NMB48）、田島芽瑠（HKT48）、朝長美桜（HKT48）
- かぶとむChu!：内山奈月、橋本耀、前田美月

### こじ坂46
小嶋陽菜と乃木坂46メンバーによるコラボユニット。
- 小嶋陽菜
- 乃木坂46：生駒里奈、伊藤純奈、川後陽菜、川村真洋、斉藤優里、相楽伊織、佐々木琴子、鈴木絢音、寺田蘭世、永島聖羅、中田花奈、能條愛未、山崎怜奈、渡辺みり愛、和田まあや

### でんでんむChu!
でんでんむChu!（でんでんむチュ）は、2015年3月25日にさいたまスーパーアリーナで開催された『AKB48ヤングメンバー全国ツアー〜未来は今から作られる〜』の初日公演において、その結成とメンバーが発表されたユニット。『僕たちは戦わない』のカップリング曲「カフカとでんでんむChu !」と同年発売のアルバム『0と1の間』収録曲「あれから僕は勉強が手につかない」を歌う。
- 大和田南那、向井地美音、村山彩希、川本紗矢、谷口めぐ 、田中美久（HKT48）、矢吹奈子（HKT48）

### チーム8選抜
チーム8選抜は、2015年3月26日にさいたまスーパーアリーナで開催された『AKB48春の単独コンサート〜ジキソー未だ修行中!〜』において、その結成とメンバーが発表されたユニット。チーム8から選抜された10名によるユニットで、『僕たちは戦わない』のカップリング曲「汚れている真実」を歌う。
- 坂口渚沙、横山結衣、谷川聖、佐藤七海、本田仁美、横道侑里、永野芹佳、山田菜々美、中野郁海、倉野尾成美

### WONDA選抜
WONDA選抜（ワンダせんばつ）は、アサヒ飲料『WONDA』のCMに出演するメンバーによるユニット。『僕たちは戦わない』のカップリング曲「バレバレ節」を歌う。
- 柏木由紀、島崎遥香、高橋みなみ、横山由依、渡辺麻友

### ゲンソー&ジキソー
ゲンソー&ジキソーは、AKB48グループ総監督であった高橋みなみと次期総監督であった横山由依によるユニット。『僕たちは戦わない』のカップリング曲「出逢いの日、別れの日」を歌う。
- 高橋みなみ（ゲンソー）、横山由依（ジキソー）

### れなっち総選挙選抜
れなっち総選挙選抜（れなっちそうせんきょせんばつ）は、加藤玲奈が選定する「れなっち総選挙」（2015年）によって選抜されたメンバーによるユニット。『唇にBe My Baby』のカップリング曲「マドンナの選択」を歌う。
| 順位 | メンバー   | 所属  | 順位 | メンバー   | 所属  |
| ---- | ---------- | ----- | ---- | ---------- | ----- |
| 1位  | 田中菜津美 | HKT48 | 09位 | 佐藤すみれ | SKE48 |
| 2位  | 田野優花   | AKB48 | 10位 | 前田亜美   | AKB48 |
| 3位  | 大島涼花   | AKB48 | 11位 | 松岡菜摘   | HKT48 |
| 4位  | 山本彩     | NMB48 | 12位 | 白間美瑠   | NMB48 |
| 5位  | 島崎遥香   | AKB48 | 13位 | 入山杏奈   | AKB48 |
| 6位  | 加藤玲奈   | AKB48 | 14位 | 神志那結衣 | HKT48 |
| 7位  | 佐藤七海   | AKB48 | 15位 | 村重杏奈   | HKT48 |
| 8位  | 向井地美音 | AKB48 | 16位 | 茂木忍     | AKB48 |

### 虫かご
虫かご（むしかご）は、AKB48グループの若手から選抜されたユニット。『唇にBe My Baby』のカップリング曲「さっきまではアイスティー」を歌う。
- 込山榛香、後藤萌咲、坂口渚沙、福岡聖菜、小畑優奈（SKE48）、後藤楽々（SKE48）、植村梓（NMB48）、薮下柊（NMB48）、荒巻美咲（HKT48）、今村麻莉愛（HKT48）、小熊倫実（NGT48）、高倉萌香（NGT48）

### 乃木坂AKB
乃木坂AKB（のぎざかエーケービー）は、AKB48グループと乃木坂46から選抜されたユニット。『君はメロディー』のカップリング曲「混ざり合うもの」を歌う。
- AKB48グループ：入山杏奈、大和田南那、柏木由紀、加藤玲奈、小嶋陽菜、島崎遥香、横山由依、松井珠理奈（SKE48）、指原莉乃（HKT48）、宮脇咲良（HKT48）
- 乃木坂46：生田絵梨花、桜井玲香、白石麻衣、西野七瀬、深川麻衣、松村沙友理

### レナッチーズ
レナッチーズは、加藤玲奈が選定する「れなっち総選挙」（2016年）によって選抜されたメンバーによるユニット。「ハッピーエンド」（『ハイテンション』のカップリング曲）を歌唱する。メンバーによる写真集『16colors』も発売された。
| 順位 | メンバー   | 所属  | 順位 | メンバー   | 所属  |
| ---- | ---------- | ----- | ---- | ---------- | ----- |
| 1位  | 小栗有以   | AKB48 | 10位 | 木﨑ゆりあ | AKB48 |
| 2位  | 市川美織   | NMB48 | 11位 | 山口真帆   | NGT48 |
| 3位  | 田野優花   | AKB48 | 12位 | 大島涼花   | AKB48 |
| 4位  | 向井地美音 | AKB48 | 13位 | 高木由麻奈 | SKE48 |
| 5位  | 松岡はな   | HKT48 | 14位 | 岡田彩花   | AKB48 |
| 6位  | 佐藤すみれ | SKE48 | 15位 | 中井りか   | NGT48 |
| 7位  | 長久玲奈   | AKB48 | 16位 | 田中菜津美 | HKT48 |
| 8位  | 茂木忍     | AKB48 | なし | 加藤玲奈   | AKB48 |
| 9位  | 小嶋菜月   | AKB48 |      |            |       |

### Team 8 EAST
Team 8 EAST（チームエイトイースト）は、AKB48チーム8の東日本代表メンバーによる構成である。オリジナル楽曲に「星空を君に」（『ハイテンション』のカップリング曲に収録）がある。
- 坂口渚沙、横山結衣、谷川聖、佐藤七海、早坂つむぎ、佐藤朱、舞木香純、岡部麟、本田仁美、清水麻璃亜、髙橋彩音、吉川七瀬、小栗有以、小田えりな、佐藤栞、左伴彩佳、歌田初夏、横道侑里、服部有菜、野田陽菜乃、橋本陽菜、長久玲奈

### Team 8 WEST
Team 8 WEST（チームエイトウエスト）は、AKB48チーム8の西日本代表メンバーによる構成である。オリジナル楽曲に「思春期のアドレナリン」（『ハイテンション』のカップリング曲）がある。
- 永野芹佳、太田奈緒、山田菜々美、山本瑠香、大西桃香、濵咲友菜、中野郁海、阿部芽唯、人見古都音、谷優里、下尾みう、濵松里緒菜、行天優莉奈、高岡薫、廣瀬なつき、吉田華恋、福地礼奈、寺田美咲、倉野尾成美、吉野未優、谷口もか、下青木香鈴、宮里莉羅

### チームボーカル
チームボーカルは、『ハイテンション』のカップリング曲「また あなたのことを考えてた」を歌唱するユニットである。
- 明石奈津子（NMB48）、東李苑（SKE48）、小田えりな、坂本愛玲菜 （HKT48）、白間美瑠（NMB48）、高柳明音（SKE48）、田野優花、古畑奈和（SKE48）、峯岸みなみ、宮崎美穂、山内鈴蘭（SKE48）

### サシニング娘。
サシニング娘。（サシニングむすめ）は、指原莉乃とモーニング娘。'17メンバーのコラボレーションユニットである。
- 指原莉乃（HKT48）
- モーニング娘。'17：譜久村聖、生田衣梨奈、飯窪春菜、石田亜佑美、佐藤優樹、工藤遥、小田さくら、尾形春水、野中美希、牧野真莉愛、羽賀朱音、加賀楓、横山玲奈

### 山本彩&稲垣潤一
山本彩&稲垣潤一（やまもとさやか アンド いながきじゅんいち）は、山本彩と稲垣潤一のコラボレーションである。
- 山本彩（NMB48）
- 稲垣潤一

### 坂道AKB
坂道AKB（さかみちエーケービー）は、AKB48グループと坂道シリーズ（乃木坂46・欅坂46・日向坂46〈旧けやき坂46〉）から選抜されたユニット。
誰のことを一番 愛してる?
2017年、AKB48のシングル『シュートサイン』カップリング曲「誰のことを一番 愛してる?」を歌唱、センターは平手友梨奈。
- AKB48グループ：岡田奈々、小栗有以、小嶋真子、松井珠理奈（SKE48）、宮脇咲良（HKT48）、向井地美音
- 乃木坂46：伊藤万理華、北野日奈子、齋藤飛鳥、寺田蘭世、星野みなみ、堀未央奈
- 欅坂46：今泉佑唯、菅井友香、平手友梨奈、渡辺梨加、渡邉理佐、長濱ねる（けやき坂46）

国境のない時代
2018年に「坂道AKB」第2弾として、AKB48のシングル『ジャーバージャ』カップリング曲「国境のない時代」を歌唱、センターは長濱ねる。
- AKB48グループ：岡田奈々、岡部麟、小栗有以、松井珠理奈（SKE48）、宮脇咲良（HKT48）、向井地美音
- 乃木坂46：大園桃子、久保史緒里、齋藤飛鳥、堀未央奈、山下美月、与田祐希
- 欅坂46：今泉佑唯、小林由依、菅井友香、長濱ねる、渡邉理佐
- けやき坂46：加藤史帆

初恋ドア
2019年に「坂道AKB」第3弾として、AKB48のシングル『ジワるDAYS』カップリング曲「初恋ドア」を歌唱、センターは山下美月。
- AKB48グループ：梅山恋和（NMB48）、岡部麟、小栗有以、坂口渚沙、下尾みう、瀧野由美子（STU48）、田中美久（HKT48）、福岡聖菜、矢作萌夏、山内瑞葵
- 乃木坂46：梅澤美波、大園桃子、久保史緒里、山下美月、与田祐希
- 欅坂46：小池美波、小林由依、菅井友香、鈴本美愉、土生瑞穂
- 日向坂46：加藤史帆、小坂菜緒、齊藤京子、佐々木美玲、渡邉美穂

### まゆゆきりん
まゆゆきりんは、『シュートサイン』のカップリング曲「悲しい歌を聴きたくなった」を歌うユニット。AKB48の同じ3期生である渡辺麻友の愛称「まゆゆ」と柏木由紀の愛称「ゆきりん」を合わせて二人が「まゆゆきりん」と呼ばれていることに由来する。「まゆゆきりん」がタイトルに入った往復書簡本も共著で発刊している。「悲しい歌を聴きたくなった」は、2017年10月31日に行われた渡辺の卒業コンサートにおいて、デュエットで初めてライブ披露された。 
- 柏木由紀、渡辺麻友

### 7秒後、君が好きになる。
7秒後、君が好きになる。（ななびょうご きみがすきになる）は、『11月のアンクレット』のカップリング曲「微笑みの瞬間」を歌うユニットで、ユニット名はSHOWROOMとTwitterを通して募集された。
- 川本紗矢、久保怜音、倉野尾成美、込山榛香、谷口めぐ、福岡聖菜、矢吹奈子（HKT48）

### ダンス選抜
ダンス選抜（ダンスせんばつ）は、『11月のアンクレット』のカップリング曲「野蛮な求愛」の歌唱メンバーである。
- 加藤夕夏（NMB48）、斉藤真木子（SKE48）、中野郁海、藤田奈那 、松井珠理奈（SKE48）、本村碧唯（HKT48）、山本彩（NMB48）、横山結衣

### U-17選抜
U-17選抜（アンダーセブンティーンせんばつ）は、発表当時の年齢が17歳以下であったAKB48グループメンバーで結成された『11月のアンクレット』のカップリング曲「法定速度と優越感」の歌唱メンバーである。2018年1月にフレッシュオールスターズとしてコンサートを開催した。
- 浅井七海、小栗有以、久保怜音、倉野尾成美、後藤萌咲、坂口渚沙、千葉恵里、西川怜、樋渡結依、福岡聖菜、山内瑞葵、山邊歩夢
- SKE48：小畑優奈、後藤楽々、菅原茉椰
- NMB48：太田夢莉 、上西怜、山本彩加
- HKT48：田中美久、松岡はな、矢吹奈子
- NGT48：高倉萌香、本間日陽
- STU48：岩田陽菜、薮下楓

### ボーカル選抜
ボーカル選抜（ボーカルせんばつ）は、『11月のアンクレット』のカップリング曲「予想外のストーリー」の歌唱メンバーであり、300人を超える国内AKB48グループのなかでも歌声に定評のある8人で構成される。
- 岡田奈々、柏木由紀、白間美瑠（NMB48）、高柳明音（SKE48）、田野優花、峯岸みなみ、山本彩（NMB48）、横山由依

### まちゃりんと仲間たち。
まちゃりんと仲間たち。（まちゃりんとなかまたち）は、『ジャーバージャ』のカップリング曲「友達ができた」を歌うユニットで、AKB48台湾留学生の馬嘉伶とAKB48ドラフト2期生、AKB48台湾研究生/TPE48 1期生から構成される。
- 馬嘉伶、久保怜音、千葉恵里、西川怜、樋渡結依、山邊歩夢
- AKB48台湾研究生/TPE48一期生：陳詩雅（みやび）、陳詩媛（ひめ）、邱品涵（ぴんはん）、林倢（りんじぇ）、國興瑀（くに）、張羽翎（なつみ）

### 池の水選抜
池の水選抜（いけのみずせんばつ）は、『NO WAY MAN』のカップリング曲「池の水を抜きたい」を歌うユニットで、テーマソングとして使用される『緊急SOS!池の水ぜんぶ抜く大作戦』レギュラーの大家志津香がセンターを務める。
- 太田奈緒、大家志津香、加藤玲奈、込山榛香、佐々木優佳里、谷口めぐ、西川怜、峯岸みなみ、山邊歩夢

### PRODUCE48選抜
PRODUCE48選抜（プロデュースフォーティーエイトせんばつ）は、『NO WAY MAN』のカップリング曲「わかりやすくてごめん」の歌唱メンバーであり、オーディション番組『PRODUCE 48』において最終順位が21位から58位までに入ったAKB48グループメンバーで構成される。
- 村瀬紗英（NMB48）、後藤萌咲、千葉恵里、小嶋真子、中西智代梨、武藤十夢、佐藤美波、岩立沙穂、山田野絵（NGT48）、浅井七海、村川緋杏（HKT48）、荒巻美咲（HKT48）、本村碧唯（HKT48）

### 大人選抜2018
大人選抜2018（おとなせんばつ2018）は、『NO WAY MAN』のカップリング曲「それでも彼女は」の歌唱メンバーであり、発売時点で20歳以上のメンバーによって構成される。
- 稲垣香織、運上弘菜（HKT48）、大西桃香、大場美奈（SKE48）、小田えりな、北川綾巴（SKE48）、佐藤栞、渋谷凪咲（NMB48）、惣田紗莉渚（SKE48）、田中皓子（STU48）、西潟茉莉奈（NGT48）、古畑奈和（SKE48）、村山彩希、森保まどか（HKT48）、山口真帆（NGT48）、吉田朱里（NMB48）

### U-19選抜2018
U-19選抜2018（アンダーナインティーンせんばつ2018）は、『NO WAY MAN』のカップリング曲「おはようから始まる世界」の歌唱メンバーであり、発売時点で17歳から19歳のメンバーによって構成される。
- 太田彩夏（SKE48）、太田夢莉（NMB48）、大盛真歩、加藤美南（NGT48）、行天優莉奈、坂口渚沙、上西怜（NMB48）、高倉萌香（NGT48）、谷川聖、豊永阿紀（HKT48）、中村舞（STU48）、福岡聖菜、本間日陽（NGT48）、前田彩佳、松岡はな（HKT48）、松本日向（HKT48）、薮下楓（STU48）、横山結衣

### U-16選抜2018
U-16選抜2018（アンダーシックスティーンせんばつ2018）は、『NO WAY MAN』のカップリング曲「最強ツインテール」の歌唱メンバーであり、発売時点で16歳以下のメンバーによって構成される。
- 石田千穂 （STU48）、市岡愛弓（STU48）、岩田陽菜（STU48）、梅山恋和（NMB48）、小熊倫実（NGT48）、小畑優奈（SKE48）、門脇実優菜（STU48）、久保怜音、末永桜花（SKE48）、鈴木くるみ、田口愛佳、武田智加（HKT48）、矢作萌夏、山田杏華、山本彩加（NMB48）、渡部愛加里（HKT48）

### チームナイスファイト
チームナイスファイトは、『NO WAY MAN』のカップリング曲「耳を塞げ!」の歌唱メンバーであり、『PRODUCE 48』において最終順位が59位以下だったAKB48グループメンバーで構成される。
- 中野郁海、茂木忍、小田えりな、松岡菜摘（HKT48）、長谷川玲奈（NGT48）、加藤夕夏（NMB48）、今田美奈（HKT48）、永野芹佳、市川愛美、栗原紗英（HKT48）、浅井裕華（SKE48）、内木志（NMB48）、篠崎彩奈

### Sucheese
Sucheese（すちーず）は、『ジワるDAYS』のカップリング曲「屋上から叫ぶ」を歌うユニットである。ユニット名は矢作萌夏の口癖である「すち」に「cheese」を合わせた造語である。
- 石田千穂（STU48）、梅山恋和（NMB48）、小熊倫実（NGT48）、久保怜音、末永桜花（SKE48）、矢作萌夏、渡部愛加里（HKT48）

### 48グループNEXT12
48グループNEXT12（フォーティーエイトグループ ネクスト トゥエルヴ）は、AKB48グループの次世代エース12人で構成される『サステナブル』のカップリング曲「モニカ、夜明けだ」の歌唱メンバーによるユニット。山内瑞葵と梅山恋和がセンターを務める。
- 今村美月（STU48）、岩田陽菜（STU48）、梅山恋和（NMB48）、運上弘菜（HKT48）、大盛真歩、川越紗彩（NGT48）、佐藤佳穂（SKE48）、末永桜花（SKE48）、高倉萌香（NGT48）、松本日向（HKT48）、山内瑞葵、山本彩加（NMB48）

### 総監督とキャプテンズ
総監督とキャプテンズ（そうかんとくとキャプテンズ）は、AKB48グループ総監督の向井地美音とAKB48各チームのキャプテンによるユニット。『サステナブル』のカップリング曲「流れ星に何を願えばいいのだろう」を歌唱する。
- 向井地美音、岡部麟、込山榛香、岩立沙穂、村山彩希

### 1st Campus
1st Campus（ファーストキャンパス）は、『失恋、ありがとう』のカップリング曲「思い出マイフレンド」の歌唱メンバーによるユニット。
- 浅井七海、安藤千伽奈（NGT48）、石田千穂（STU48）、梅山恋和（NMB48）、運上弘菜（HKT48）、大盛真歩、小熊倫実（NGT48）、熊崎晴香（SKE48）、末永桜花（SKE48）、鈴木優香、田口愛佳、千葉恵里、西川怜、松岡はな（HKT48）、薮下楓（STU48）、山本彩加（NMB48）

### AKB48 SURREAL
AKB48 SURREAL（エーケービーフォーティエイト サーリアル）」は、AKB48初のリアル・バーチャル混合ユニット。2022年10月19日発売の『久しぶりのリップグロス』のカップリング曲「わがままメタバース」を歌唱するXR World専用のリアル・バーチャル混合ユニット。
2022年11月15日に開催された初のリアルミーティングにおいて、バーチャルメンバーとして活動していたアバターセンターSURRYの正体が徳永羚海であることが明かされた。
2023年3月4日にAKB48劇場にてリアルライブ公演を開催し、新メンバーのRERRYが坂川陽香であることが発表された。また、同年4月26日発売のAKB48の61stシングル『どうしても君が好きだ』にもカップリング曲としてユニットのオリジナル曲「Wonderland」が収録されている。
- YUI YUI（小栗有以）、 NARU（倉野尾成美）、 MIU（下尾みう）、 ERII（千葉恵里）、 ZUCKY（山内瑞葵）、SURRY（追加メンバーREMI、徳永羚海）、RERRY（追加メンバーHIYUKA、坂川陽香）

## 単発ユニット
AKB48グループ外（メンバーのソロ活動を含む）のシングルなどに楽曲が収録されたユニットで、直接的なタイアップもなく継続的な活動も行われなかったもの。

### まゆ坂46
渡辺麻友の2ndシングル『大人ジェリービーンズ』のカップリング曲「ツインテールはもうしない」を歌唱する渡辺と乃木坂46メンバーによるコラボユニット。乃木坂46メンバーは、乃木坂46の3rdシングル『走れ!Bicycle』の選抜メンバーから市來玲奈を除いた15人。
- 渡辺麻友
- 乃木坂46：生田絵梨花、生駒里奈、伊藤万理華、井上小百合、斉藤優里、桜井玲香、白石麻衣、高山一実、中田花奈、西野七瀬、橋本奈々未、深川麻衣、星野みなみ、松村沙友理、若月佑美

### 指原莉乃 with アンリレ
指原莉乃の2ndシングル『意気地なしマスカレード』の活動上の名義。
- 指原莉乃（HKT48）
- アンリレ：川栄李奈、入山杏奈、加藤玲奈

### 向谷実&佐藤亜美菜・倉持明日香・中村麻里子 from AKB48
- 向谷実
- Porrima from AKB48：佐藤亜美菜、倉持明日香、中村麻里子

### 内田裕也 feat.指原莉乃
- 内田裕也
- 指原莉乃（HKT48）

### じゃんけん民
第7回じゃんけん大会上位7名によるユニット。
- 田名部生来、湯本亜美、込山榛香、渋谷凪咲（NMB48）、福岡聖菜、竹内彩姫（SKE48）、野澤玲奈

### kissの天ぷら
kissの天ぷら（キスのてんぷら、略称：鱚天）は、AKB48グループ ユニットじゃんけん大会2017に出場するため結成されたユニットで、3人組ガールズバンドという設定になっている。同大会で優勝したfairy w!nkの「天使はどこにいる?」のカップリング曲「僕たちの地球」を歌う。
- 大家志津香、宮崎美穂、北原里英（NGT48）

### Fortune cherry
AKB48グループ 第2回ユニットじゃんけん大会で優勝したユニット。
- 多田京加、松田祐実（HKT48）

## タイアップによるユニット（音楽作品あり）
AKB48グループ外部の媒体とのタイアップにより結成し、音楽作品を発表したユニット。

### ほね組 from AKB48
『からだであそぼ』に出演。
- 板野友美、奥真奈美、小野恵令奈、増山加弥乃

### ICE from AKB48
ICE from AKB48（アイス フロム エーケービーフォーティーエイト）は、OVA『ICE』（2007年）に声優として参加し、主題歌「アイサレルトイウコト」を歌うユニット。
- 今井優、大島優子、小野恵令奈、河西智美、佐藤夏希

### クレヨンフレンズ from AKB48
クレヨンフレンズ from AKB48は、映画『クレヨンしんちゃん 嵐を呼ぶ 歌うケツだけ爆弾!』にゲスト出演したメンバーによるユニット。「野原しんのすけ（矢島晶子）&クレヨンフレンズ from AKB48」名義で、オープニングテーマ「ユルユルでDE-O!」を歌唱。
- 大島麻衣、今井優、浦野一美、野呂佳代、折井あゆみ

### お菓子なシスターズ
渡り廊下走り隊の前身ユニット。『味楽る!ミミカ』のエンディングテーマ「恋のチューイング」を担当し、エンディング映像に出演した。
- 多田愛佳、仲川遥香、渡辺麻友

### Summer Lips
Summer Lips（サマーリップス）は、テレビ番組『アイドル夏物語』（読売テレビ）で結成された夏限定ユニット。
- 板野友美、河西智美

### ペルソナ
ペルソナは、ノースリーブスが主演ドラマ『メン☆ドル 〜イケメンアイドル〜』の劇中で演じたイケメンアイドルグループ。
- 小嶋陽菜（リク）、高橋みなみ（カイ）、峯岸みなみ（クウ）

### ナットウエンジェル
- 板野友美、河西智美、宮崎美穂

### Queen & Elizabeth
『仮面ライダーW』出演。
- 板野友美、河西智美

### チームドラゴン from AKB48
『ドラゴンボール改』のエンディング・テーマを歌う。
- 小嶋陽菜、高橋みなみ、前田敦子、板野友美、大島優子、柏木由紀、渡辺麻友

### ナットウエンジェルZ
- 仁藤萌乃 → 山内鈴蘭、石田晴香、佐藤すみれ、宮崎美穂

### ミニスカート
タカラトミーとのコラボユニット。「ミニスカートの妖精」を歌う。
- 島田晴香、竹内美宥、森杏奈

### チームZ
パチンコ『CRびっくりぱちんこ 銭形平次 with チームZ』のテーマソング「恋のお縄」を歌うAKB48姉妹グループ混成型ユニット。
- 倉持明日香、高城亜樹、松原夏海、秋元才加、大島優子、宮澤佐江、米沢瑠美、北原里英、佐藤亜美菜、佐藤夏希、平松可奈子（SKE48）、松井玲奈（SKE48）、高柳明音（SKE48）、穐田和恵（SDN48）、大堀恵（SDN48）、佐藤由加理（SDN48）

### おじゃる丸シスターズ
おじゃる丸シスターズ（おじゃるまるシスターズ）は、『おじゃる丸 第14シリーズ』のエンディング・テーマ「初恋は実らない」を歌うユニット。メンバーはAKB48の9期生と10期生で構成される。所属レーベルは日本クラウン。
- 阿部マリア、伊豆田莉奈、市川美織、入山杏奈、大場美奈、加藤玲奈、小林茉里奈、島崎遥香、島田晴香、竹内美宥、永尾まりや、仲俣汐里、中村麻里子、藤田奈那、森杏奈、山内鈴蘭

### BABY GAMBA
BABY GAMBA（ベビーガンバ）は、『冒険者たち ガンバと15ひきの仲間』をベースにしたキャラクターとのコラボユニットで、DVDシングル「ええじゃないか」をリリースした。所属事務所はMousa。所属レーベルはavex trax。
- 田名部生来、仲谷明香

### スケバンGirls
パチンコ『CRびっくりぱちんこスケバン刑事』のスペシャルユニット。
- 大島優子、河西智美、松井玲奈（SKE48）

### Yui Yokoyama with friends (from AKB48)
Yui Yokoyama with friends (from AKB48)（ユイヨコヤマ ウィズ フレンズ フロム エーケービーフォーティーエイト）は、横山由依が資格取得に挑戦したユーキャンのCMソング「見えない空はいつでも青い」（Not yet「ヒリヒリの花」に収録）の歌唱メンバーの名義である。
- 大島優子、柏木由紀、川栄李奈、北原里英、小嶋陽菜、島崎遥香、高橋みなみ、横山由依、渡辺麻友

### 指原莉乃 with AKB48 Team 8
指原莉乃 with AKB48 Team 8（さしはらりの ウィズ エーケービーフォーティーエイトチームエイト）は、トヨタ自動車「TOYOTOWN」のCMに出演し、CMソング「恋する充電プリウス 〜恋するフォーチュンクッキー2〜」を歌唱するメンバー構成である。
- 指原莉乃（HKT48）
- AKB48 Team 8：坂口渚沙、横山結衣、谷川聖、佐藤七海、早坂つむぎ、佐藤朱、舞木香純、岡部麟、本田仁美、清水麻璃亜、髙橋彩音、吉川七瀬、小栗有以、小田えりな、佐藤栞、左伴彩佳、藤村菜月、横道侑里、山本亜依、橋本陽菜、北玲名、長久玲奈、近藤萌恵里、永野芹佳、太田奈緒、山田菜々美、山本瑠香、大西桃香、濵咲友菜、中野郁海、阿部芽唯、人見古都音、谷優里、下尾みう、濵松里緒菜、行天優莉奈、高岡薫、廣瀬なつき、森脇由衣、福地礼奈、岩﨑萌花、倉野尾成美、吉野未優、谷口もか、下青木香鈴、宮里莉羅

### ミルクプラネット
ミルクプラネット（Milk Planet）は、テレビドラマ『セーラーゾンビ』劇中に登場するアイドルグループで、同ドラマのエンディングテーマ「セーラーゾンビ」を歌う。
- 渡辺麻友（マユ）、横山由依（ユイ）、岩田華怜（カレン）

### ニャーKB with ツチノコパンダ
テレビアニメ『妖怪ウォッチ』のエンディング・テーマ「アイドルはウーニャニャの件」を歌うユニット。
- 島崎遥香、松井珠理奈（SKE48）、宮脇咲良（HKT48）、川栄李奈、木﨑ゆりあ、加藤玲奈、小嶋真子

## その他タイアップによるユニット
| ユニット名                 | メンバー | 解説 |
| -------------------------- | --- | --- |
| AKB卓球部                  | 板野友美、小嶋陽菜、高橋みなみ、峯岸みなみ、宮崎美穂、秋元才加、小野恵令奈、宮澤佐江 | 世界卓球2009応援ユニット。 |
| 読売巨人軍創立75周年応援隊 | 板野友美、小嶋陽菜、篠田麻里子、高橋みなみ、前田敦子、宮崎美穂、大島優子、小野恵令奈、宮澤佐江、柏木由紀、松井珠理奈（SKE48）、松井玲奈（SKE48） | 2009年に結成された読売ジャイアンツ応援ユニット。応援およびPR活動を行う。 |
| AKB48卓球部2010            | 指原莉乃、高橋みなみ、仲川遥香、大島優子、峯岸みなみ 宮澤佐江、石田晴香、柏木由紀、宮崎美穂、渡辺麻友 | 世界卓球2010応援ユニット。 |
| AKB48カスペルスキー研究所  | 大場美奈、島田晴香、竹内美宥、永尾まりや、森杏奈、横山由依、阿部マリア、市川美織、加藤玲奈、金沢有希 | カスペルスキー研究所プロジェクト研究生。初代所長は前田敦子。 |
| Team KISHIN From AKB48     | 倉持明日香、前田亜美、大場美奈、島田晴香、竹内美宥、森杏奈 | 写真家・篠山紀信と秋元康が選抜したユニット。2010年に写真集『窓からスカイツリーが見える』、2011年に同名のDVDが発売された。                                                                                              |
| チームぴちぴちNHK          | 大島優子、前田敦子、篠田麻里子、板野友美、渡辺麻友、高橋みなみ、柏木由紀、指原莉乃、横山由依 | NHKの新番組をPRするために結成され、2011年3月28日より活動する予定であったが、東日本大震災の発生による番組編成への影響とも相まって、活動することはなかった。                                                             |
| カケダセ!シスターズ        | 大場美奈、島田晴香、仲俣汐里 | ラジオ『カケダセ!』にレギュラー出演したメンバー。 |
| チキンタツターズ           | 指原莉乃、高橋みなみ、峯岸みなみ、北原里英 | ほっともっとのCMに出演。 |
| YJ7                        | 多田愛佳、峯岸みなみ、横山由依、北原里英、佐藤亜美菜、市川美織、山内鈴蘭 | 集英社『週刊ヤングジャンプ』のスペシャルユニット、YM7のライバルとして活動。 |
| AKB卓球部2011              | 高橋みなみ、仲川遥香、梅田彩佳、松井咲子、峯岸みなみ、宮澤佐江、横山由依、柏木由紀、増田有華 | 世界卓球2011応援ユニット。 |
| チーム亀有                 | 渡辺麻友、宮澤佐江、増田有華、倉持明日香、梅田彩佳、菊地あやか | 秋本治の漫画『こちら葛飾区亀有公園前派出所』の連載35周年を記念した、集英社『週刊ヤングジャンプ』とのコラボユニット。                                                                                                   |
| チームU                    | 秋元才加（アンナ）、梅田彩佳（ミサト）、宮澤佐江（サワ）、増田有華（ノンコ）、小林香菜（マオミ）、佐藤すみれ（リーサ）、島田晴香（ヒナ） | 映画『ウルトラマンサーガ』の登場キャラクター。 |
| AKB競馬部                  | 秋元才加、板野友美、梅田彩佳、大島優子、大場美奈、大家志津香、河西智美、柏木由紀、片山陽加、北原里英、倉持明日香、小嶋陽菜、小林香菜、佐藤亜美菜、佐藤夏希、篠田麻里子、鈴木まりや、高城亜樹、高橋みなみ、仲川遥香、中田ちさと、仲俣汐里、仲谷明香、仁藤萌乃、野中美郷、前田敦子、増田有華、松井咲子、松原夏海、峯岸みなみ、宮澤佐江                                     | 日本中央競馬会 (JRA) 「AKBのガチ馬」「AKBのガチ馬2リベンジ」参加メンバー。 前田敦は卒業に伴い辞退。 仲俣・仁藤・峯岸は「AKBのガチ馬2リベンジ」からの参加。 佐藤夏・増田は、卒業および脱退に伴い「ガチ馬2」を途中辞退。 |
| バランス戦隊ベジレンジャー | 高橋みなみ、板野友美、高城亜樹、峯岸みなみ、横山由依、大島優子、篠田麻里子、小嶋陽菜、宮澤佐江、渡辺麻友、柏木由紀、北原里英、河西智美、倉持明日香、島崎遥香、大場美奈、島田晴香、入山杏奈、加藤玲奈、阿部マリア、竹内美宥、岩田華怜、永尾まりや、市川美織、中村麻里子、川栄李奈、山内鈴蘭、仲俣汐里、高橋朱里、田野優花、前田敦子（OL）、指原莉乃（ベジレンジャーロボ） | カゴメ『野菜一日これ一本』のCMに登場する、野菜をモチーフにした正義の味方。 |
| NHK BS選抜 チームBS        | 大島優子、島崎遥香、高橋みなみ、渡辺麻友、松井珠理奈（SKE48）、松井玲奈（SKE48）、山本彩（NMB48）、渡辺美優紀（NMB48）、指原莉乃（HKT48）、田島芽瑠（HKT48） | NHK BSのキャンペーン。 |
| ノックアウト隊             | 高橋みなみ、高橋朱里、佐々木優佳里、名取稚菜、大森美優、川本紗矢、北澤早紀、梅田綾乃 | NHK『いじめをノックアウト』で結成された。「いじめノックアウト隊」、「ノックアウト隊from AKB48」とも称される。 |
| 高橋みなみと温泉娘         | 高橋みなみ、加藤玲奈、西野未姫、小嶋真子、岩田華怜、木﨑ゆりあ、大島涼花、大和田南那、向井地美音 | 大江戸温泉物語サポーターユニット。 |
| AKB48チーム神奈川          | 大島涼花、岡田奈々、川栄李奈 | 東日本旅客鉄道（JR東日本）「横浜線新型車両導入キャンペーン」の宣伝を担当。 |
| 円陣アンバサダー           | 大島優子、岡田奈々、小嶋真子、西野未姫 | アディダス ジャパン「円陣プロジェクト」アンバサダー。 |
| AKB48おせち選抜            | 渡辺麻友、柏木由紀、高橋みなみ、木﨑ゆりあ、加藤玲奈、武藤十夢、向井地美音、大和田南那 | 大丸松坂屋百貨店のメニューを開発。 |
| 公式インスタグアマー       | 入山杏奈、古畑奈和（SKE48）、太田夢莉（NMB48）、山本彩（NMB48）、朝長美桜（HKT48）、荻野由佳（NGT48） 追加メンバー：太田奈緒、大森美優、岡田奈々、加藤玲奈、佐々木優佳里、福岡聖菜、山田菜々美、大場美奈（SKE48）、高倉萌香（NGT48）、太野彩香（NGT48）、中村歩加（NGT48）、山口真帆（NGT48）                                                                            | グアム政府観光局「#instaGuam」キャンペーンに出演するメンバー編成。 |

## イベント限定ユニット
おもにコンサートなど、イベントに登場するユニット。

### ナチノン
ナチノンは、AKB48チームK・2期生の2人で結成されたお笑いユニットである。
- 佐藤夏希、野呂佳代

### SONE
2010年10月10日に葛西臨海公園で行われた『AKB48 秋祭り』に登場した4人組エアバンドで、同日に解散した。ZONEのコピーバンドで「ソーン」と読む。メンバー発信の非公式ユニットであったが、その後も『AKB48リクエストアワーセットリストベスト100』などのAKB48グループのイベントにたびたび登場し、復活・解散を繰り返している。
- 峯岸みなみ、北原里英、指原莉乃、宮崎美穂

### ザ・エイトルズ
ザ・エイトルズ（THE EIGHTLES!!）は、AKB48チーム8のメンバーで結成されたバンド形式のユニットである。『TOYOTA presents AKB48チーム8 全国ツアー 〜47の素敵な街へ〜 チーム8結成3周年前夜祭 in さいたまスーパーアリーナ 春の入学式祭り みんな〜!8推しになってね〜!!』で初登場した。
チーム8結成3周年前夜祭
- ボーカル：岡部麟
- ギター：小田えりな、長久玲奈
- ベース：舞木香純
- ピアノ：高橋彩音
- バイオリン：高岡薫
- ドラム：山田菜々美、下青木香鈴

チーム8結成4周年記念祭
- ボーカル：岡部麟、横山結衣、谷川聖、小田えりな
- ギター：吉川七瀬、長久玲奈
- ベース：佐藤栞、谷口もか
- キーボード：左伴彩佳
- バイオリン：高岡薫
- ドラム：山田菜々美
- コーラス：小栗有以、倉野尾成美、歌田初夏、太田奈緒

AKB48 SHOW!（2018年7月1日放送）
- ボーカル：坂口渚沙、横山結衣、小田えりな、太田奈緒、大西桃香、濵咲友菜、行天優莉奈、宮里莉羅
- ギター：吉川七瀬、長久玲奈
- ベース：佐藤栞、谷口もか
- キーボード：左伴彩佳
- バイオリン：高岡薫
- ドラム：下青木香鈴

チーム8結成5周年記念コンサート
- ギター：吉川七瀬、歌田初夏
- ドラム：谷川聖、山田菜々美
- ベース：行天優莉奈
- キーボード：左伴彩佳
- バイオリン：高岡薫
- トランペット：清水麻璃亜
- サックス：山本瑠香

## 番組限定ユニット
テレビ番組限定で結成されたユニット。

### 48&46ドリームチーム
48&46ドリームチーム（フォーティーエイト アンド フォーティーシックス ドリームチーム）は、AKB48グループと坂道シリーズのメンバーによる選抜チームであり、2016年7月18日放送の『2016 FNSうたの夏まつり 〜海の日スペシャル〜』（フジテレビ）において、歌唱する4候補曲の中から視聴者投票で選ばれた欅坂46の「サイレントマジョリティー」を生駒里奈がセンターで披露した。
- AKB48グループ：渡辺麻友、横山由依、小嶋陽菜、向井地美音、柏木由紀、松井珠理奈（SKE48）、山本彩（NMB48）、白間美瑠（NMB48）、指原莉乃（HKT48）、宮脇咲良（HKT48）
- 乃木坂46：西野七瀬、白石麻衣、生田絵梨花、生駒里奈
- 欅坂46：菅井友香、守屋茜

### IZ4648
IZ4648（アイズフォーティーシックスフォーティーエイト）は、秋元康プロデュースのAKB48、乃木坂46、欅坂46、IZ*ONEのメンバーからなるスペシャルユニットであり、2018年12月12日放送の『2018 FNS歌謡祭 第2夜』（フジテレビ）において、「平成最後のスーパーアイドルソング」と称したオリジナル楽曲「必然性」を歌唱し、センターはIZ*ONEのチャン・ウォニョンと宮脇咲良が務めた。同楽曲は、AKB48の55thシングル『ジワるDAYS』 (Type C) に収録されている。
- AKB48：岡田奈々、小栗有以、柏木由紀、指原莉乃（HKT48）、須田亜香里（SKE48）、横山由依
- 乃木坂46：梅澤美波、齋藤飛鳥、白石麻衣、西野七瀬[注釈 16]、堀未央奈、山下美月
- 欅坂46：小池美波、小林由依、菅井友香、長濱ねる、土生瑞穂、渡邉理佐
- IZ*ONE：クォン・ウンビ、チャン・ウォニョン、チョ・ユリ、本田仁美、宮脇咲良、矢吹奈子

## プロダクションによるメンバー構成

### AKB48 TeamOgi
AKB48 TeamOgi（エーケービーフォーティーエイト チームオギ）は、プロダクション尾木所属のAKB48グループメンバーの構成およびファンクラブ名であり、グループ卒業後にも在籍する。2017年12月31日をもってサービスは終了した。最後に所属していたメンバーである峯岸みなみが2021年5月28日にAKB48を卒業したため、AKB48 TeamOgiに所属していたメンバーは全員卒業となった。
- 岩佐美咲、菊地あやか、小森美果、仲川遥香、野中美郷、平嶋夏海、松原夏海、小嶋陽菜、高橋みなみ、峯岸みなみ、渡辺麻友、多田愛佳、市川美織、浦野一美

### ホリだしもの（仮）
ホリだしもの（仮）（ホリだしものかっこかり）は、ホリプロに所属するAKB48グループメンバーで構成される。山内鈴蘭が2021年11月30日に、宮崎美穂も2022年4月14日に卒業をしたため、こちらも所属していたメンバーが全員卒業となった。
- 石田晴香、宮崎美穂、佐藤すみれ（SKE48）、山内鈴蘭（SKE48）

## 特殊なメンバー構成

### AKB歌劇団
AKB歌劇団（エーケービーかげきだん）は、ミュージカル『∞・Infinity』に出演したメンバーである。
- 秋元才加、高橋みなみ、宮澤佐江、柏木由紀、中田ちさと、佐藤夏希、片山陽加、田名部生来、中塚智実、仲谷明香、米沢瑠美、岩佐美咲、内田眞由美、野中美郷

### AKB48ヤングメンバー
AKB48ヤングメンバーは、2015年に開催された『AKB48ヤングメンバー全国ツアー〜未来は今から作られる〜』に出演したメンバーである。チーム8は除き、兼任は含むAKB48のメンバーから選出されている。メンバーの選出基準は明かされていないが、1995年度以降生まれおよび10期以降に加入したメンバーは全員選出されている（卒業予定者は除く）。
- 高橋チームA：飯野雅、市川愛美、入山杏奈、岩田華怜、川栄李奈、小嶋菜月、田北香世子、達家真姫宝、谷口めぐ、中西智代梨、西山怜那、藤田奈那、古畑奈和、前田亜美、宮脇咲良、武藤十夢、矢倉楓子
- 横山チームK：相笠萌、阿部マリア、小嶋真子、兒玉遥、後藤萌咲、下口ひなな、松井珠理奈、湯本亜美
- 倉持チームB：生駒里奈、伊豆田莉奈、内山奈月、梅田綾乃、大島涼花、大和田南那、川本紗矢、高橋朱里、竹内美宥、朝長美桜、名取稚菜、野澤玲奈、橋本耀、平田梨奈、福岡聖菜、横島亜衿
- 峯岸チーム4：岩立沙穂、大川莉央、大森美優、岡田彩花、岡田奈々、加藤玲奈、木﨑ゆりあ、北澤早紀、小林茉里奈、込山榛香、佐々木優佳里、佐藤妃星、篠崎彩奈、渋谷凪咲、土保瑞希、西野未姫、前田美月、向井地美音、村山彩希、茂木忍

### NHK紅白歌合戦選抜
NHK紅白歌合戦出演時の選抜メンバーである。事前発表があったり、事前に判明している場合に限り、記載している。
夢の紅白選抜
- AKB48：入山杏奈、大家志津香、大和田南那、岡田奈々、柏木由紀、加藤玲奈、川本紗矢、木﨑ゆりあ、小嶋陽菜、小嶋真子、島崎遥香、峯岸みなみ、向井地美音、武藤十夢、村山彩希、横山由依、渡辺麻友
- SKE48：大場美奈、北川綾巴、須田亜香里、惣田紗莉渚、高柳明音、古畑奈和、松井珠理奈、松村香織
- NMB48：市川美織、太田夢莉、木下百花、渋谷凪咲、上西恵、白間美瑠、須藤凜々花、矢倉楓子、薮下柊、山本彩、吉田朱里
- HKT48：兒玉遥、指原莉乃、田島芽瑠、田中美久、朝長美桜、松岡菜摘、松岡はな、宮脇咲良、本村碧唯、森保まどか、矢吹奈子
- NGT48：加藤美南、北原里英、中井りか

紅白選抜（2017年）
- AKB48：入山杏奈、谷口めぐ、横山由依、峯岸みなみ、向井地美音、柏木由紀、加藤玲奈、渡辺麻友、岩立沙穂、岡田奈々、川本紗矢、小嶋真子、込山榛香、高橋朱里、村山彩希、岡部麟、太田奈緒、大西桃香[110]、小田えりな[注釈 17]
- SKE48：北川綾巴、松井珠理奈、大場美奈、惣田紗莉渚、高柳明音、古畑奈和、須田亜香里[110]
- NMB48：山本彩、渋谷凪咲、白間美瑠、吉田朱里、太田夢莉、村瀬紗英、矢倉楓子[110]
- HKT48：指原莉乃、松岡菜摘、朝長美桜、宮脇咲良、本村碧唯、森保まどか[110]
- NGT48：荻野由佳、加藤美南、北原里英、中井りか、西潟茉莉奈、本間日陽、山口真帆[110]
- STU48：瀧野由美子、土路生優里[110]

紅白世界選抜（2019年）
第70回NHK紅白歌合戦に出場したAKB48が、AKB48全グループからの選抜メンバーで「恋するフォーチュンクッキー〜紅白世界選抜SP〜」を披露した。
- AKB48：小栗有以、岡田奈々、岡部麟、柏木由紀、倉野尾成美、坂口渚沙、向井地美音、武藤十夢、村山彩希、横山由依、浅井七海、入山杏奈、岩立沙穂、大西桃香、大盛真歩、大家志津香、小田えりな、加藤玲奈、行天優莉奈、久保怜音、込山榛香、佐々木優佳里、下尾みう、田口愛佳、谷口めぐ、千葉恵里、永野芹佳、西川怜、福岡聖菜、前田彩佳、峯岸みなみ、山内瑞葵、山根涼羽
- SKE48：須田亜香里
- NMB48：白間美瑠、吉田朱里
- HKT48：田中美久
- NGT48：本間日陽
- STU48：瀧野由美子、石田千穂
- JKT48：シャニ・インディラ・ナティオ
- BNK48：Mobile
- MNL48：Abby
- AKB48 Team SH：刘念
- AKB48 Team TP：邱品涵
- SGO48：Anna
- CGM48：Sita
- DEL48：Glory

### AKB48世界選抜
AKB48世界選抜（エーケービーフォーティーエイトせかいせんばつ）は、2018年に放送された『NHK WORLD presents SONGS OF TOKYO』に出演した日本国内外のAKB48グループからの選抜メンバーである。
- AKB48：柏木由紀、横山由依
- SKE48：松井珠理奈
- JKT48：アヤナ・シャハブ、シャニ・インディラ・ナティオ、シャニア・グラシア、マデ・デヴィ・ラニタ・ニンタラ
- BNK48：Jaa、Music
- TPE48（候補生）：邱品涵、林倢
- ほか多数

### 劇団れなっち
劇団れなっち（げきだんれなっち）は、加藤玲奈が実施する「れなっち総選挙2017」において選出されたメンバーであり、堤幸彦が責任演出を手がける舞台「ロミオ＆ジュリエット」に出演した。
| 役名                                     | 白組                | 黒組                |
| ---------------------------------------- | ------------------- | ------------------- |
| ロミオ                                   | 神志那結衣（HKT48） | 藤田奈那            |
| ジュリエット                             | 岡田奈々            | 福岡聖菜            |
| ロレンス神父                             | 小嶋菜月            | 田島芽瑠（HKT48）   |
| バルサザ                                 | 大森美優            | 太田奈緒            |
| ラインハルト                             | 塩井日奈子（STU48） | 山田菜々美          |
| ばあや                                   | 北川愛乃（SKE48）   | 久代梨奈（NMB48）   |
| ベンヴォーリオ                           | 大久保美織（BNK48） | 薮下楓（STU48）     |
| ヒデ                                     | 髙畑結希（SKE48）   | 佐々木優佳里        |
| ロザンナ                                 | 濵咲友菜            | 歌田初夏            |
| ティボルト                               | 古賀成美（NMB48）   | 清水麻璃亜          |
| マキューシオ                             | 菅原りこ（NGT48）   | 斉藤真木子（SKE48） |
| ロミオ父                                 | 都築里佳（SKE48）   | 谷口もか            |
| ジュリエット父                           | 深井ねがい（SKE48） | 小熊倫実（NGT48）   |
| ロミオ母                                 | 秋吉優花（HKT48）   | 秋吉優花（HKT48）   |
| ジュリエット母                           | 橋本陽菜            | 北澤早紀            |
| ミカポン                                 | 大西桃香            | 大西桃香            |
| ミポリン                                 | 西潟茉莉奈（NGT48） | 西潟茉莉奈（NGT48） |
| 前説は両組ともに座長の加藤玲奈が務めた。 |                     |                     |

### WRD48
WRD48（WORLD48、ワールドフォーティーエイト）は、日本国内外のAKB48グループからの選抜メンバーである。
AKB48 53rdシングル 世界選抜総選挙
第1弾は、2018年に開催されたAKB48 53rdシングル 世界選抜総選挙のAKB48グループコンサートにおいて結成され、BNK48のチャープランがセンターを務め、「恋するフォーチュンクッキー」を披露した。
- AKB48：岡田奈々、小栗有以、野澤玲奈、馬嘉伶、横山由依
- SKE48：松井珠理奈
- NMB48：白間美瑠
- HKT48：宮脇咲良
- NGT48：荻野由佳
- STU48：瀧野由美子
- BNK48：Cherprang、Jennis、Music
- TPE48：陳詩雅、陳詩媛、邱品涵

AKB48 Group Asia Festival 2019 in BANGKOK
第2弾は、2019年に開催された『AKB48 Group Asia Festival 2019 in BANGKOK Presented by SHANDA GAMES』において結成され、前回と同じくBNK48のチャープランがセンターを務め、「ヘビーローテーション」を披露した。
- AKB48：岡田奈々、小栗有以、横山由依
- JKT48：シンディ・ユフィア、シャニ・インディラ・ナティオ
- BNK48：Cherprang、Music、Pun
- MNL48：Abby、Sheki
- AKB48 Team SH：刘念、毛唯嘉
- AKB48 Team TP：冼迪琦、邱品涵
- SGO48：Anna、Kaycee

AKB48 Group Asia Festival 2019 in SHANGHAI
第3弾は、2019年に開催された『AKB48 Group Asia Festival 2019 in SHANGHAI』において結成され、AKB48の岡田奈々とAKB48 Team SHの刘念がWセンターで「RIVER」を披露した。
- AKB48：岡田奈々、小栗有以、向井地美音
- JKT48：ベビー・チャエサラ・アナディラ、シャニ・インディラ・ナティオ
- BNK48：Cherprang、Mobile
- MNL48：Abby、Sheki
- AKB48 Team SH：刘念、毛唯嘉、沈莹
- AKB48 Team TP：劉語晴、邱品涵
- SGO48：Anna、Kaycee

### GYAO!選抜
GYAO!選抜（ギャオせんばつ）は、2019年開催の『AKB48グループ 春のLIVEフェス in 横浜スタジアム』が生配信されたGYAO!による特別企画として、後日配信される特別番組に出演する権利を日本国内6グループ対抗で競う1日限定ユニット。各グループから3名ずつ選出され、コンサートでは「ファースト・ラビット」を披露した。GYAO!アプリでの投票の結果、HKT48が選ばれた。
- AKB48：千葉恵里、西川怜、横山結衣
- SKE48：江籠裕奈、末永桜花、竹内彩姫
- NMB48：梅山恋和、塩月希依音、上西怜
- HKT48：運上弘菜、月足天音、松本日向
- NGT48：小熊倫実、日下部愛菜、清司麗菜
- STU48：石田みなみ、今村美月、岩田陽菜

## その他公式ユニット

### ゆうなぁ
ゆうなぁは、仲良しコンビとして知られる村山彩希（ゆう）と岡田奈々（なぁ）によるコンビの名称。2020年1月に単独コンサートを開催した。
- 村山彩希、岡田奈々

### ゆうなぁもぎおん
先述のゆうなぁと、同様に仲良しコンビである茂木忍（もぎ）と向井地美音（おん）が組んだ4人のユニット名で、2020年1月にYouTubeチャンネルを開設した。
- 村山彩希、岡田奈々、茂木忍、向井地美音

### ユメミール
チーム8の吉田華恋、川原美咲、歌田初夏が組んだ3人のユニット名で、2021年10月にYouTubeチャンネルを開設した。
- 吉田華恋、川原美咲、歌田初夏

### 2020 AKB48新ユニット
2019年12月8日に実施された『AKB48劇場14周年特別記念公演』で新たに16組のユニットが披露された。そのうちの8組がそれぞれ2020年2月に渋谷ストリームホールで『2020 AKB48新ユニット! 新体感ライブ祭り♪』を行い、ユニット名を発表することになっていた。
ユニット名が発表されるまでは暫定的にユニットA、B、C…と呼ばれており、ユニットAからEまでの公演が行われたところで新型コロナウイルス感染症の流行により公演中止となったため、ユニットFからHは未発表のままであったが、2020年10月26日に全てのユニット名が発表され、2020年11月にAKB48劇場において振替公演が行われた。

#### IxR
IxR（アイル）は、次世代エースメンバーで構成される5G新時代ユニット。ユニット名の「I」はアイドル、「xR」はVRやARなどの総称を意味する。
- 大盛真歩、小栗有以、久保怜音、西川怜、山内瑞葵

#### HUETONE
HUETONE（ヒュートーン）は、選抜未経験の若手メンバーで構成されるザ・アイドルユニット。
- 川原美咲、鈴木くるみ、田口愛佳、長谷川百々花、服部有菜、藤園麗、前田彩佳

#### Honey Harmony
Honey Harmony（ハニーハーモニー）は、料理やアクセサリー作りを趣味とするメンバーで構成される超・家庭的ユニット。
- 稲垣香織、岩立沙穂、清水麻璃亜、長友彩海、福岡聖菜

#### TinTlip
TinTlip（ティントリップ）は、同性も憧れるメンバーで構成されるガーリッシュユニット。
- 浅井七海、佐藤美波、下尾みう、鈴木優香、千葉恵里、永野芹佳、山本瑠香

#### Melisma
Melisma（メリスマ）は、歌唱力に定評のあるメンバーで構成されるユニット。
- 歌田初夏、大竹ひとみ、小田えりな、北澤早紀、髙橋彩香、峯岸みなみ、横山由依、立仙愛理

#### Lacet
Lacet（レセ）は、バンドユニット。「14周年特別記念公演」では黒須遥香が参加していたが、2020年以降は行天優莉奈に交代している。
- 行天優莉奈（ベース）、齋藤陽菜（ギター）、高岡薫（バイオリン）、髙橋彩音（キーボード）、向井地美音（ギター）、吉橋柚花（ドラム）

#### GRATS
GRATS（グラッツ）は、ゲーム好きなメンバーによるEスポーツ応援ユニット。
- 大森美優、柏木由紀、佐々木優佳里、馬嘉伶、武藤十夢、吉川七瀬

#### SENSUALITY
SENSUALITY（センシュアリティ）は、個性派揃いの肉食系ユニット。
- 加藤玲奈、込山榛香、篠崎彩奈、左伴彩佳、宮崎美穂、茂木忍

## 選抜企画

### チームピグ指名戦
2010年10月27日に発売した18thシングル「Beginner」のカップリングを、同年7月23日 - 29日にアメーパピグで実施された投票が一番多かったユニットが歌う。結果発表は8月9日に行われ、1位はMINTに決まった。
また、ノースリーブスメンバー（小嶋陽・高橋み・峯岸）の所属する、「EYES」「ガールズ・ING」「恋愛運上昇団」の3ユニットは、2011年1月1日発売のノースリーブスのアルバム『ノースリーブス』に収録されている。
エントリーしたユニットは下記の通り。
| No. | ユニット名             | 曲名                   | メンバー                                                               |
| --- | ---------------------- | ---------------------- | ---------------------------------------------------------------------- |
| 1   | LOVE COMPANY           | Thirsty                | 仲谷明香、大島優子、佐藤亜美菜、宮崎美穂                               |
| 2   | MINT                   | 君について             | 片山陽加、前田敦子、仁藤萌乃、松井咲子、河西智美                       |
| 3   | U                      | Delete                 | 大家志津香、松原夏海、板野友美、小林香菜、小森美果、平嶋夏海、増田有華 |
| 4   | ロリータ・ピーターパン | 天使のフルーツパフェ   | 石田晴香、渡辺麻友                                                     |
| 5   | EYES                   | NEXT HEAVEN            | 岩佐美咲、高橋みなみ、仲川遥香、内田眞由美、中塚智実、奥真奈美         |
| 6   | ガールズ・ING          | 嘘でしょ?              | 倉持明日香、小嶋陽菜、梅田彩佳、菊地あやか、佐藤夏希、近野莉菜         |
| 7   | メリーゴーランド       | コスモス時計           | 指原莉乃、前田亜美、藤江れいな、柏木由紀                               |
| 8   | 恋愛運上昇団           | 尺が欲しい             | 多田愛佳、高城亜樹、田名部生来、野中美郷、峯岸みなみ                   |
| 9   | 保健室                 | バラ色カウントダウン   | 中田ちさと、宮澤佐江、米沢瑠美、北原里英、佐藤すみれ、鈴木まりや       |
| 10  | サリー秋元             | カムチャッカ渡り鳥慕情 | 秋元才加                                                               |

### AKB48 ステージファイター選抜
AKB48 ステージファイター「センター争奪バトルイベント」によって上位に入ったメンバーで構成される。

### AKB48 STREAM ぐぐたす選抜プロジェクト
Google+とのコラボレーションによるスペシャルサイト「AKB48 STREAM」の第1弾として企画された「ぐぐたす選抜」を決定するものである。オリジナル楽曲「ぐぐたすの空」（『真夏のSounds good !』カップリング曲）が制作され、GoogleのテレビCMに出演した。センターは石田晴香が務めた。なお「ぐぐたす選抜」という名称は楽曲の正式な名義として使用されていない。
- 石田晴香、北原里英、高城亜樹、松井玲奈（SKE48）、横山由依、山本彩（NMB48）、倉持明日香、仲川遥香、藤江れいな、松井咲子、片山陽加、松村香織（SKE48）、仲俣汐里、鈴木紫帆里、山口夕輝（NMB48）、田名部生来[130]

### れなっち総選挙
AKB48の加藤玲奈が独断と偏見でAKB48グループメンバーを選抜する企画。

### SHOWROOM選抜
AKB48選抜総選挙におけるSHOWROOMでのアピールイベント『AKB48 □□シングル （世界）選抜総選挙 × SHOWROOM』上位16名で結成される。
2022年は、配信バトルの獲得ポイント上位8人からなるAKB48の「SHOWROOM選抜」、ランキング1位から順に、本田仁美、岩立沙穂、山根涼羽、大竹ひとみ、小田えりな、篠崎彩奈、小栗有以、大西桃香で構成されている。
『久しぶりのリップグロス』のカップリング曲「Sugar night」を歌唱する。

### AKB48グループ ユニットじゃんけん大会
2017年、『AKB48グループ ユニットじゃんけん大会2017〜絆は拳から生まれる!〜』の開催にあたり、AKB48グループからソロを含む108組のユニットが結成され、48組が本戦に出場した。2018年もユニットじゃんけん大会の開催となり、前年との重複ユニットを含み129組が結成され、48組が本戦に出場した。
いずれの大会も優勝ユニットがシングル表題曲を担当しメジャーデビュー、2017年は2位から4位まで、2018年は2位のみのユニットがそのカップリング曲を担当した。楽曲が制作されたユニットは以下の通り。
第1回
- fairy w!nk
- ふぅさえ
- 白井琴望[注釈 21]
- kissの天ぷら

第2回
- Fortune cherry
- 2ki

その他
- Chou（第1回で結成）

### AKB48グループ センター試験
『AKB48グループ センター試験』は、2018年3月10日に日本国内6都市10会場・国外3会場で実施され、日本国内外すべてのAKB48グループメンバーが受験した（卒業予定者など一部未受験）。AKB48グループに関する問題で構成された試験により、上位16名となったメンバーがAKB48グループ センター試験選抜として「Teacher Teacher」のカップリング曲「君は僕の風」を歌う。
| 順位                           | 点数 | メンバー     | 所属  |
| ------------------------------ | ---- | ------------ | ----- |
| 1                              | 157  | 向井地美音   | AKB48 |
| 2                              | 135  | 岩立沙穂     | AKB48 |
| 2                              | 135  | 柏木由紀     | AKB48 |
| 4                              | 128  | 村雲颯香     | NGT48 |
| 4                              | 128  | 渕上舞       | HKT48 |
| 6                              | 127  | 福岡聖菜     | AKB48 |
| 7                              | 121  | 日下部愛菜   | NGT48 |
| 8                              | 119  | 川本紗矢     | AKB48 |
| 8                              | 119  | 荒井優希     | SKE48 |
| 8                              | 119  | 佐々木優佳里 | AKB48 |
| 8                              | 119  | 横山由依     | AKB48 |
| 12                             | 117  | 小田えりな   | AKB48 |
| 13                             | 115  | 坂口理子     | HKT48 |
| 14                             | 114  | 都築里佳     | SKE48 |
| 14                             | 114  | 指原莉乃     | HKT48 |
| 16                             | 113  | 入山杏奈     | AKB48 |
| 200点満点。2018年3月15日発表。 |      |              |       |

### AiKaBuユニット選抜決定戦!
スマートフォンアプリ『AiKaBu 公式アイドル株式市場（アイカブ）』において実施されたイベント『AiKaBuユニット選抜決定戦!』の上位16名によってAiKaBu選抜が結成され、「夢へのプロセス」が「NO WAY MAN」のカップリングに収録された。
| 順位                          | メンバー   | 所属  |
| ----------------------------- | ---------- | ----- |
| 1                             | 福岡聖菜   | AKB48 |
| 2                             | 荻野由佳   | NGT48 |
| 3                             | 永野芹佳   | AKB48 |
| 4                             | 小田えりな | AKB48 |
| 5                             | 山内瑞葵   | AKB48 |
| 6                             | 浅井七海   | AKB48 |
| 7                             | 田口愛佳   | AKB48 |
| 8                             | 佐藤美波   | AKB48 |
| 9                             | 中川美音   | NMB48 |
| 10                            | 小栗有以   | AKB48 |
| 11                            | 山口真帆   | NGT48 |
| 12                            | 菅原りこ   | NGT48 |
| 13                            | 高倉萌香   | NGT48 |
| 14                            | 小嶋花梨   | NMB48 |
| 15                            | 村雲颯香   | NGT48 |
| 16                            | 篠崎彩奈   | AKB48 |
| 期間：2018年9月19日 - 9月30日 |            |       |

## メンバー参加ユニット
AKB48グループメンバーと外部のアイドルやタレントとの混成で結成したユニット。
XANADU loves NHC

ホリプロの女子フットサルチームであり、AKB48やSDN48のメンバーも参加していた。AKB48グループメンバーのみ記載する。
- 板野友美、河西智美、宮崎美穂、大堀恵（SDN48）

ワタナベガールズ
ワタナベガールズ（Watanabe Girls）は、旧ビスケットエンターティメント → ワタナベエンターテインメントに所属する、AKB48やアイドリング!!!のメンバーなどから構成される女性タレントの集団である。
- 現所属者
  - AKB48グループ：柏木由紀、大家志津香（元AKB48）、倉持明日香（元AKB48）
  - その他：中村明花、高橋胡桃、玉川来夢、橋本瑠果

- 旧所属者
  - AKB48グループ：佐藤夏希、高城亜樹、仲俣汐里、なちゅ、フレンチ・キス
  - その他：仲間リサ、橋本楓、三宅ひとみ、森田みいこ、ChocoLe

ホリプロガールズ
ホリプロガールズ（Horipro Girls）は、ホリプロに所属する女性タレントの構成であり、Twitterなどのソーシャルメディアを一覧表示するウェブサイトを展開していた。AKB48やSDN48のメンバーも参加していた。
- AKB48グループ：石田晴香、板野友美、大堀恵（SDN48）、河西智美、佐藤すみれ、チェン・チュー（SDN48）、仁藤萌乃、宮崎美穂
- その他：足立梨花、入来茉里、大島麻衣（元AKB48）、小島瑠璃子、澤山璃奈、清宮佑美、高良光莉、滝口ミラ、田代さやか、春香クリスティーン、檜木萌、真凛、三田寺理紗、緑友利恵、桃瀬美咲

DRONE VENUS
DRONE VENUS（ドローンビーナス）は、株式会社ドローンネットとのタイアップによる、ホリプロ所属の女性タレントで構成されるアイドルユニット。
- 永島聖羅、石田安奈、桃瀬美咲、山根千佳、山内鈴蘭（SKE48）、黒田瑞貴、長沢美月、蔵歩実、石田晴香、わちみなみ
- 旧メンバー：仁藤萌乃

PRODUCE 48

PRODUCE 48（プロデュース フォーティーエイト）は、Mnet制作のオーディション番組名であり、AKB48グループメンバーも含めた日韓の練習生から選ばれた12名がガールズグループIZ*ONEとしてデューしている。番組のテーマ曲「NEKKOYA (PICK ME)」、およびアルバム『PRODUCE 48 - 30 Girls 6 Concepts』『PRODUCE 48 - FINAL』が「PRODUCE 48」名義で配信されている。
- AKB48：後藤萌咲、永野芹佳、中野郁海、中西智代梨、茂木忍、武藤十夢、宮崎美穂、佐藤美波、篠崎彩奈、下尾みう、浅井七海、小田えりな、岩立沙穂、市川愛美、千葉恵里、小嶋真子、高橋朱里、竹内美宥、本田仁美
- SKE48：松井珠理奈、浅井裕華
- NMB48：内木志、村瀬紗英、白間美瑠、梅山恋和、植村梓、加藤夕夏
- HKT48：松岡菜摘、本村碧唯、村川緋杏、宮脇咲良、荒巻美咲、矢吹奈子、今田美奈、月足天音、栗原紗英、田中美久
- NGT48：山田野絵、長谷川玲奈
- その他（韓国）：カン・ヘウォン、キム・チョヨン、キム・ナヨン、キム・ダヘ、コ・ユジン、キム・ダヨン、キム・ユビン、ユン・ウンビン、イ・ユジョン、ホン・イェジ、キム・ヒョナ、ハン・チョウォン、シン・スヒョン、キム・ドア、パク・ヘユン、チョ・アヨン、キム・ミンソ、ワン・クー、ユ・ミニョン、ソン・ウンチェ、チョ・サラン、ウォン・ソヨン、パク・ミンジ、パク・チャンジュ、イ・チェジョン、イ・ハウン、ユン・ヘソル、チェ・ソウン、イ・カウン、ホ・ユンジン、ナ・ゴウン、パク・ジウン、アン・ユジン、チャン・ウォニョン、チョ・ガヒョン、ペ・ウニョン、イ・シアン、チャン・ギュリ、チョ・ユリ、キム・ミンジュ、カン・ダミン、ファン・ソヨン、イ・スンヒョン、イ・チェヨン、チョ・ヨンイン、クォン・ウンビ、キム・ソヒ、キム・スユン、キム・チェウォン、アン・イェウォン、チェ・ヨンス、キム・シヒョン、ワン・イーレン、チェ・イェナ、アレックス・クリスティーン、パク・ソヨン、パク・ジニ

ガチンコ☆
ガチンコ☆（ガチンコスター）は、音組が手がける「☆歌の上手さを追求しない☆楽器を弾けなくていい☆可愛く踊れる☆」をコンセプトとした、事務所やレーベルの枠を超えたユニットである。
- 坂本愛玲菜（HKT48）
- 春名真依（たこやきレインボー）、公野舞華（はちみつロケット）